# Абэ Губэня
Абэ Губэня (1934 — 1980) — эфиопский писатель и журналист. Писал на амхарском и английском языках. 
Его произведения были запрещены в Эфиопии императорской цензурой за критику феодального строя, остросоциальную направленность и призывы к революции, а сам он был изгнан из страны.
Основные произведения: пьеса «Патрис Лумумба» (1962), пьесы «Дикарка» (1964), роман «Мельком — огненный меч» (1964), повесть «Вызов брошен» (1975, русский перевод 1982), роман «Я не хочу рождаться» (1963).